# ایستن (مریلند)
ایستن (به انگلیسی: Easton) شهری در ایالت مریلند کشور ایالات متحده آمریکا است که جمعیت آن در سرشماری سال ۲۰۱۰ میلادی، ۱۵٬۹۴۵ نفر بوده‌است.